# Трисвинецпентацерий
Трисвинецпентацерий — бинарное неорганическое соединение
свинца и церия
с формулой Ce5Pb3,
кристаллы.

## Получение
- Сплавление стехиометрических количеств чистых веществ:

{\displaystyle {\mathsf {3Pb+5Ce\ {\xrightarrow {T}}\ Ce_{5}Pb_{3}}}}

## Физические свойства
Трисвинецпентацерий образует кристаллы
ромбической сингонии, пространственная группа P 63/mcm, параметры ячейки a = 0,9473 нм, c = 0,6825 нм, Z = 2,
структура типа трисилицида пентамарганца Mn5Si3
.